# 好川菜々
好川 菜々（よしかわ なな、1978年6月25日 - ）は、日本の女子プロボクサー。本名：野上 奈々（のがみ なな、旧姓：好川）。大阪府羽曳野市出身、堺市在住。164 cm、AB型。大阪女子短期大学高等学校、大阪国際女子大学卒業、近畿大学通信教育部短期大学部在学。アマチュア時代は全日本女子選手権3階級制覇、2008年・2012年世界選手権日本代表。2013年に雅ボクシングジムよりプロデビュー。2014年より堺東ミツキボクシングジム所属。元WBO、WBC(暫定)女子世界フライ級チャンピオン。元OPBF東洋太平洋女子ライトフライ級チャンピオン。
夫は元WBOアジア太平洋スーパーフェザー級王者の野上真司。2人は日本ボクシング史上初のチャンピオン夫婦。現在はディアマンテボクシングジム（大阪府堺市）の会長。

## 人物・エピソード
- アマチュア時代より地元テレビや雑誌などメディアで取り上げられる機会も多く、フジテレビ系列で放送される「すぽると!」では美女アスリートを特集するコーナー「Real Venus」にも取り上げられた。
- 世界選手権前より元WBOアジア太平洋スーパーフェザー級王者の野上真司に指導を依頼。現在は個人マネージャーとしてサポートを受けている。同氏とは、自身の名前に因んで2015年7月7日に入籍[6][7][8][9]。これに伴い日本初のチャンピオン夫婦となる[10]。
- 後述するように日本舞踊を習っていたこともあり、プロデビュー会見や表彰式に着物姿で出席した[11][12]。

## 経歴
小学校3年から中学校2年までは日本舞踊を習う。大阪女子短期大学高等学校ではバスケットボール選手で、大阪国際女子大学在学中はフルマラソンに挑戦していた。

### アマチュア時代
1999年、21歳からマラソンのトレーニングの一環としてボクシングを始めたが、マラソンで芽が出なかったこともあり「他の競技に挑戦しよう」という気持ちから当時非公認だった大会に出場する。
競技開始3か月後にライトバンタム級で初試合もRSC負け。1年3か月後に4戦目で初勝利を挙げ、5連続5RSC勝ちを収める。
卒業後は貿易会社や百貨店に勤務したり、大阪教育大学や近畿大学など大学職員の傍ら、アマチュア活動を継続。
2005年の第3回全日本女子アマチュアボクシング大会にフライ級で出場し、決勝で柳瀬麻美（後の四ヶ所麻美）に敗れ準優勝。
2006年の第4回全日本女子アマチュアボクシング大会にフライ級で優勝し、念願のメジャータイトルを獲得。
2007年の第5回全日本女子アマチュアボクシング大会にフライ級で出場するが、準決勝で藤岡奈穂子に敗れる。
2008年の第6回全日本女子アマチュアボクシング大会ライトバンタム級で優勝し、二階級制覇を果たした。
2012年の第10回全日本女子アマチュアボクシング選手権大会フェザー級で優勝し、三階級制覇を達成。
2012年5月に中国・秦皇島で行われた、第7回AIBA世界女子ボクシング選手権にフェザー級（オリンピック非採用）日本代表として出場し、ベスト16入りを果たす。
世界選手権後、ロンドンオリンピック出場が叶わなかったこともあり、一時は競技を引退し、近畿大学でコーチを務めるも、2013年5月を以って大学を退職しプロ転向を決意。
7月21日、既に年齢制限は越えていたが、アマチュア実績を考慮され特例としてB級プロテストを受験し、合格。雅ジムよりプロデビュー。

### プロ転向後
プロデビュー戦は8月18日に堺市民会館で、パンティップ・ソータマチャック（タイ）と対戦し、判定勝ちを収めた。
2戦目は12月21日、淀川区民センターにて東洋太平洋スーパーフライ級3位のジュブジャン・ルークマカームワンと対戦し、判定勝ちを収めた。
2014年1月発表のOPBFランキングでライトフライ級3位にランクイン。

### 東洋太平洋王座獲得
3戦目は2014年3月9日、堺市民会館にて柴田直子のIBF王座獲得により空位となった東洋太平洋ライトフライ級王座を過去に小関桃が持つWBC女子世界アトム級王座に挑戦した経験を持つクリカノック・アイランドムエタイ（タイ）と争う。1分41秒TKOでプロ初のKOを上げるとともに、プロデビューわずか7ヶ月弱・3戦目（四ヶ所麻美、藤岡奈穂子が持つ最短東洋太平洋王座記録の4戦を更新。後にチャオズ箕輪が並ぶが、現在は松田恵里が2試合に更新）で初タイトル獲得を果たす。
同王座は3月31日付で返上。
4月15日付で堺東ミツキジムへ移籍。この頃よりアマチュアボクシングの実力者だった漫才師の和泉修からサポートを受ける。
移籍初戦は10月13日、堺市産業振興センターにて5月真道ゴーが持つWBC女子世界フライ級王座に挑戦した同11位のグレーペッ・ルークムアンカン（タイ）を相手に世界前哨戦で、初めてメインイベントに抜擢される。2回TKO勝利。

### 世界初挑戦
4月29日、堺市産業振興センターにてアナベル・オルティス（メキシコ）が持つWBA女子世界ミニマム級王座に挑戦する。0-3の判定でプロ初黒星を喫し世界王座を逃した。

### 入籍・現役続行
7月7日、池田市役所に婚姻届を提出、現役続行を表明した。
再起戦は12月19日にメキシコシティでデニッセ・デ・ラ・クルスと6回戦で対戦も、。試合前日に対戦相手が計量オーバーのためバンタム級4回戦に変更され、1回47秒TKOで降し再起を果たした。
2016年4月29日、堺市産業振興センターにて世界前哨戦としてサオチャエングライ・シットクラパラチャイ（タイ）と対戦し、2回26秒KOで勝利した。

### 世界王座獲得
10月9日、堺市産業振興センターにて行われたWBO女子世界フライ級王座決定戦を、前WBO女子世界ライトフライ級王者の李恩惠（韓国）と争う。接戦の末2-0（95-95、96-94×2）の判定で勝利し、世界王座獲得に成功した。
2017年4月、夫ともに引退後に備えて経営学を学ぶため近畿大学通信部短期大学部入学。

### 世界王座陥落
初防衛戦は4月29日、堺市国際交流センターで1位のモンセラット・アラルコンを迎え撃つが、1回と4回にダウンを奪われ、6回に偶然のバッティングで相手の左目上を深くカットし、7回開始直後0-3負傷判定負けで初防衛を逃した。試合後、引退の意向を示した。

### 世界王座再獲得
12月16日、メヒコ州テカマクでデリア・ロペスとWBC女子世界フライ級暫定王座決定戦を行い、10回2-1（96-94、96-95、94-96）の判定勝ちを収めWBOに続きWBCでの王座獲得に成功した。

### 現役引退
2018年4月2日、現役引退を表明。
2018年5月28日、大阪府堺市にディアマンテボクシングジムを開設した。
同ジムは2018年12月にJPBAに加盟。
これに伴い、プロボクシング世界チャンピオン出身の女性で国内初のプロ加盟ジム会長となった。

## 戦績
- アマチュア：77戦55勝[14]
- プロ：10戦8勝4KO2敗

| 戦           | 日付           | 勝敗 | 時間    | 内容        | 対戦相手                                 | 国籍     | 備考                                       |
| ------------ | -------------- | ---- | ------- | ----------- | ---------------------------------------- | -------- | ------------------------------------------ |
| 1            | 2013年8月18日  | 勝利 | 6R      | 判定3-0     | パンティップ・ソータマチャック           | タイ     | プロデビュー戦                             |
| 2            | 2013年12月21日 | 勝利 | 6R      | 判定3-0     | ジュブジャン・ルークマカームワン         | タイ     |                                            |
| 3            | 2014年3月9日   | 勝利 | 1R 1:41 | TKO         | クリカノック・アイランドムエタイ         | タイ     | OPBF東洋太平洋女子ライトフライ級王座決定戦 |
| 4            | 2014年10月13日 | 勝利 | 2R 1:43 | TKO         | グレーペッ・ルークムアンカン             | タイ     |                                            |
| 5            | 2015年4月29日  | 敗北 | 10R     | 判定0-3     | アナベル・オルティス                     | メキシコ | WBA女子世界ミニマム級タイトルマッチ        |
| 6            | 2015年12月19日 | 勝利 | 1R 0:47 | TKO         | デニッセ・デ・ラ・クルス                 | メキシコ |                                            |
| 7            | 2016年4月29日  | 勝利 | 2R 2:26 | KO          | サオチャエングライ・シットクラパラチャイ | タイ     |                                            |
| 8            | 2016年10月9日  | 勝利 | 10R     | 判定2-0     | 李恩恵                                   | 韓国     | WBO女性世界フライ級王座決定戦              |
| 9            | 2017年4月29日  | 敗北 | 7R 0:04 | 負傷判定0-3 | モンセラット・アラルコン                 | メキシコ | WBO女性世界フライ級王座陥落                |
| 10           | 2017年12月16日 | 勝利 | 10R     | 判定2-1     | デリア・ロペス                           | メキシコ | WBC女子世界フライ級暫定王座決定戦          |
| テンプレート |                |      |         |             |                                          |          |                                            |

## 獲得タイトル
アマチュア
- 第4回全日本女子アマチュアボクシング選手権大会フライ級優勝
- 第6回全日本女子アマチュアボクシング選手権大会ライトバンタム級優勝
- 第10回全日本女子アマチュアボクシング選手権大会フェザー級優勝
- 第5回AIBA世界女子ボクシング選手権ライトバンタム級日本代表
- 第7回AIBA世界女子ボクシング選手権フェザー級日本代表 ベスト16

プロ
- 第3代OPBF東洋太平洋女子ライトフライ級王座（防衛0=返上）
- 第6代WBO女子世界フライ級王座（防衛0）
- WBC女子世界フライ級暫定王座（防衛0=返上）

## ボクシング以外の活動
- 飲酒運転撲滅キャンペーンキャラクター

夫と共に、大阪府警の平成27年度・飲酒運転撲滅キャンペーンポスターのイメージキャラクターに任命。
- 大阪府警城東警察署一日署長

2016年11月30日、大阪府警城東警察署「歳末警戒部隊の発隊式」の式典で一日署長を委嘱。
- 池田市観光大使

2018年2月22日、夫・野上の出身地で、婚姻届を提出した池田市の倉田薫市長より池田市観光大使の委嘱を受ける。
- 堺消防局一日署長

2018年3月1日、堺消防局「平成30年春の火災予防運動」の式典で一日署長を委嘱。

## 受賞歴
- WBCベストカップルアワード

2015年3月12日、世界タイトルマッチ挑戦に向けてトレーニング合宿に訪れていたメキシコのWBC本部に於いて、これまで日本で行ってきた病気と戦う人々や子供たちを訪ねて触れ合ってきた慈善活動や社会的貢献を評価され受賞。
- 大阪府警・大阪府交通安全対策協議会 感謝状

2016年7月9日、大阪府警・大阪府交通安全対策協議会が行っている「飲酒運転防止プロジェクト・平成27年度広報開発モデル」に就任。大阪府飲酒運転撲滅キャンペーンイメージキャラクターとしてポスターモデルを務め、大阪府警東淀川警察署・東淀川消防署・東淀川区役所が従事する歳末特別警戒隊発隊式で一日署長、年末交通事故防止運動や曾根崎警察署主催の「飲酒運転撲滅イベント」に参加する等、多くの活動で貢献したとして、同協会長の松井一郎より感謝状が贈呈。
- 堺市栄誉賞

WBO女子世界フライ級王座を獲得し同市の名誉を高めた功績を讃えられ受賞。同賞を受賞した者は好川を含め、過去に82名。ボクサーの受賞は、井岡弘樹（元WBCミニマム級、元WBAライトフライ級王者）、井岡一翔（三階級世界王者）をはじめ、5人目。女子では初めての受賞。
- WBCケアーズ特別賞

2017年に発生したメキシコ中部地震、チアパス地震の被災者に対し、世界ボクシング評議会(WBC)の慈善団体(WBC CARES)へ義援金を送ったことに対し、WBCのマウリシオ・スレイマン会長から贈られ「ボクサーは強いだけでなく人々に対して助け合う優しさを合わせ持たなくてはならない。彼女たちはボクサーである前に人間としてとても素晴らしい精神を示してくれた。遠い日本から被災に苦しむ私たちの友のために助け合いの精神を贈ってくれたことを心からたたえたい」とコメントされた。
- WBOカップルアワード

2019年12月3日から5日まで東京ドームホテルで行われた、第32回WBO年次総会で「ＷＢＯで唯一のチャンピオン夫婦で堺市にジムを構えて優秀なジュニア世代の育成を行う他に、警察と協力して飲酒運転の撲滅を呼びかけたり、消防局と防火予防運動を行なうなど、ＷＢＯチャンピオンとしての誇り高き活動を行なっている」とジミー・レノン・ジュニアリングアナウンサーから紹介され、ＷＢＯのフランシスコ・バルカルセル会長より記念のミニベルトが贈られた。
- ダイヤモンドフィスト賞

2020年2月7日に東京ドームホテルで行われた、2019年度年間優秀選手表彰式で、社会貢献が顕著な選手・関係者に贈られる「ダイヤモンド・フィスト賞」を受賞した。日本初のチャンピオン夫婦として、ボクシング経験を生かしたボランティア活動、難病と闘う患者や養護施設の子供らに元気、勇気を与えてきた活動が評価されての受賞。